# 休·麦克里迪
休·麦克里迪（英語：Sue McCready，1981年4月4日—），澳大利亚女子射击运动员。她曾代表澳大利亚参加1998年和2002年英联邦运动会射击比赛，获得一枚金牌和一枚银牌。